# Faye Reagan

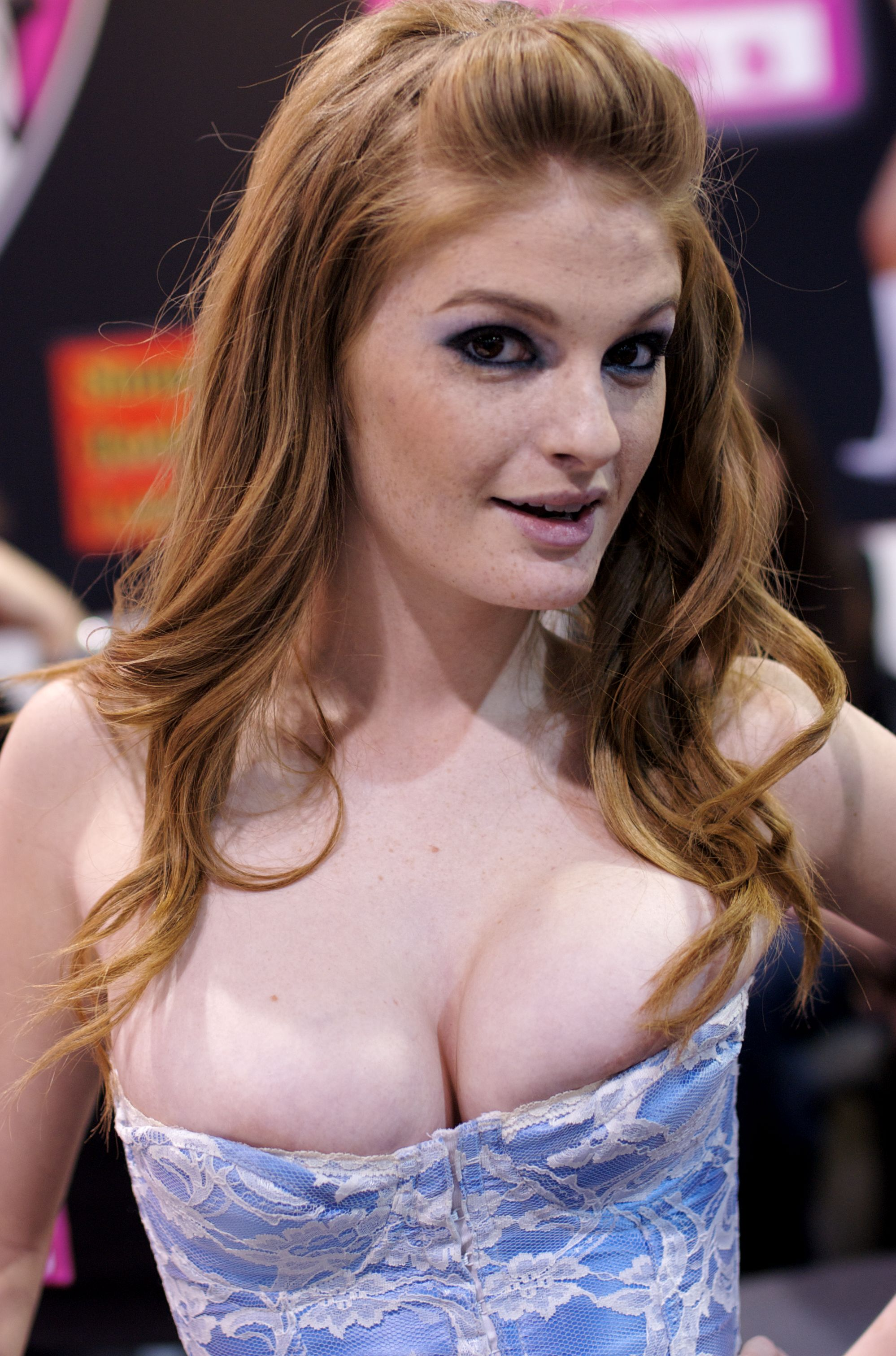
Reagan auf der Adult Entertainment Expo 2009

Faye Reagan (* 19. September 1988 in Nashville, Tennessee, als Faye Jillian Henning) ist eine ehemalige US-amerikanische Pornodarstellerin. Früher führte Reagan auch die Pseudonyme Faye Valentine, Faye Regan, Fay Reagan und Scarlett.

## Leben
Reagan begann ihre Karriere als Pornodarstellerin 2007, im Alter von 19 Jahren. Sie arbeitete in den meisten Produktionen mit einem ihrer Kollegen, dem Darsteller Dane Cross, zusammen. Reagan, die für einige Preise nominiert war, wechselte im Laufe ihrer Karriere ihren Alias-Namen von Valentine auf Reagan. 2008 arbeitete sie unter dem Namen Jilian als Model für das US-amerikanische Textilunternehmen American Apparel. Damit trat sie die indirekte Nachfolge der Pornodarstellerin Lauren Phoenix an, die bereits 2006 für das Unternehmen geworben hatte.
2009 war Faye Reagan bei den AVN Awards in vier Kategorien nominiert, darunter auch als beste Newcomerin. 2011 gab sie ihren Ausstieg bekannt. Reagan hat laut IAFD in 441 Filmen mitgespielt. Zusätzlich hatte sie auch Auftritte in nicht pornografischen Produktionen wie Warren the Ape (2010), der Emmanuelle Through Time-Filmreihe (2011–12) sowie Messina High (2015).
Nach ihrem Karriereende war sie als Fotografin tätig; auch hier gehörte American Apparel zu ihren Auftraggebern.
Am 7. Mai 2025 gab das Las Vegas Metropolitan Police Department bekannt, dass Faye Jillian Henning als vermisst gemeldet wurde. Sie wurde zuletzt im Stadtteil East Charleston gesehen. Sie wurde rund drei Wochen später, am 26. Mai, wohlbehalten wieder aufgefunden, wie das Las Vegas Metropolitan Police Department bestätigte.

## Filmografie (Auswahl)
- 2007: Kink

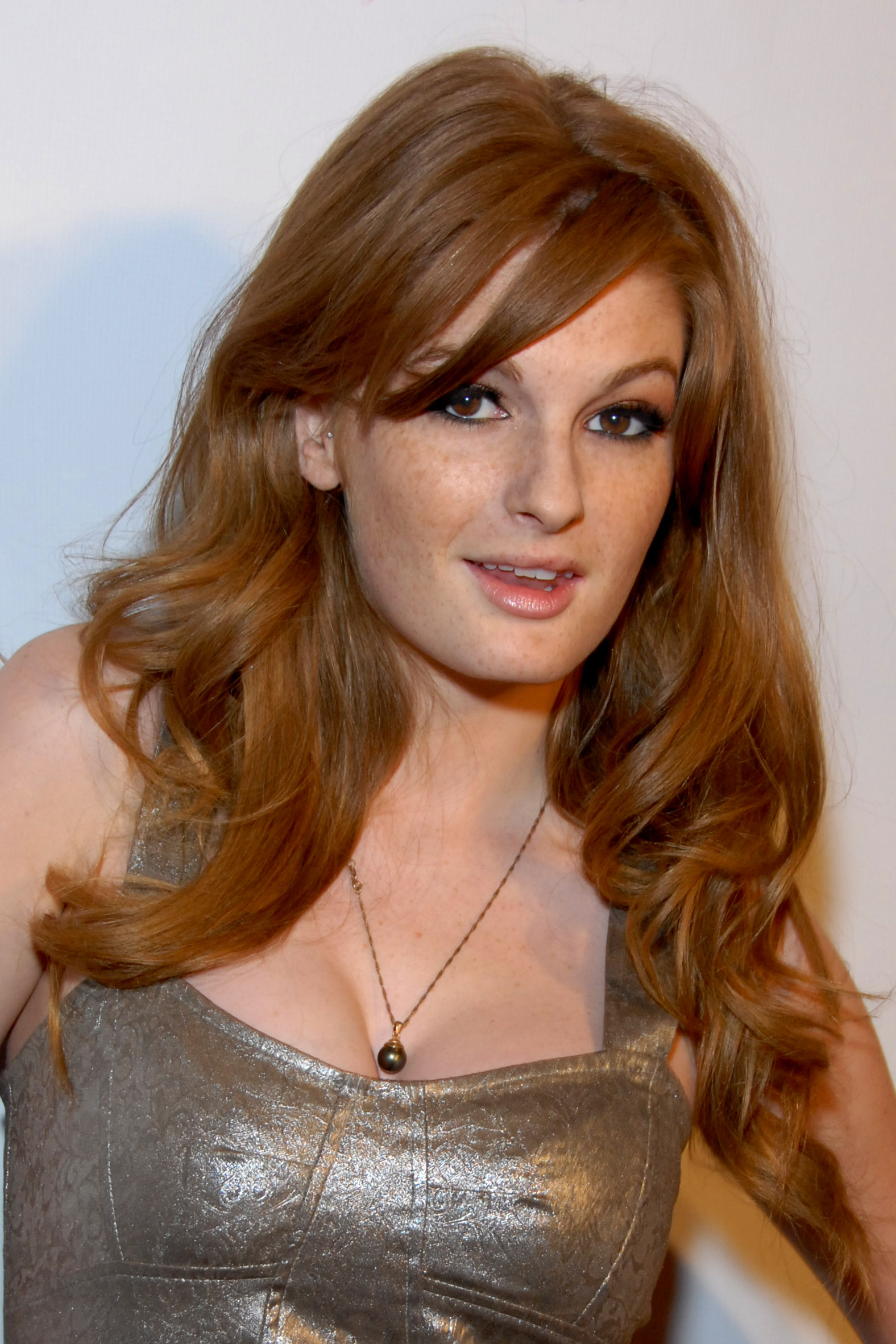
Reagan bei den XRCO Awards 2009

- 2007: Homo Erectus (uncredited / nicht genannt im Abspann)
- 2008: Barely Legal 69
- 2008: Imperfect Angels 6, 7
- 2008: Jack’s Redhead Adventure
- 2009: Dick Suckers: Faye Reagan
- 2009: Fucked on Sight 7
- 2009: Jack’s POV 15
- 2009: Solo Sleaze
- 2009: WKRP in Cincinnati: A XXX Parody
- 2009: It’s a Mommy Thing! 5
- 2009: Young & Glamorous 1
- 2009: The Office – A XXX Parody
- 2010: Baby Got Boobs 3
- 2010: Big Tits at School 10
- 2010: The Breakfast Club: A XXX Parody
- 2010: Faye N’ Georgia Birthday Bash
- 2010: Faye Outdoors
- 2010: Faye Reagan Turns to Her Dildo
- 2010: Not Married with Children XXX 2
- 2010: Twisty’s Hard
- 2010: Meow
- 2010: Senses
- 2010: The Condemned
- 2011: Before I'm 21 2
- 2011: Big Tits in Sports 6
- 2011: Double Vision 3
- 2011: Faye and Arial Live
- 2011: Faye Reagan Live
- 2011: Fucking Faye
- 2011: Lovely Freckles
- 2011: Naughty Bookworms 21
- 2011: Big Tits in Sports 6
- 2011: Faye Reagan Solo
- 2011: Yoga Pussy
- 2012: 2 Chicks Same Time
- 2012: Beautiful Stranger
- 2012: Big Tits at Work 15
- 2012: Big Tits in Uniform 8
- 2012: Brazzers Live 21: No Holes Barred
- 2012: Check Mate
- 2012: College Sugar Babes: Faye Reagan
- 2012: Daddy I've Been Bad...
- 2012: Doctor Adventures.com 13
- 2012: Faye and Jaslene Live
- 2012: Faye Reagan Solo
- 2012: My Sister's Hot Friend
- 2014: Me and My Girlfriend 8
- 2016: Happy Ending (III)
- 2016: Naughty MILF Fucking Hot Redhead Teen Faye Reagan
- 2018: Dreams Come True
- 2018: Naughty Bookworms
- 2020: Fast Times
- 2020: Girl's Guide to Girls 3
- 2021: College Sugar Babes
- 2021: Splendor of Red
- 2021: Trouble
- 2023: Busty Bikini Babes Make Each Other Cum
- Women Seeking Women 36, 37, 49

## Auszeichnungen

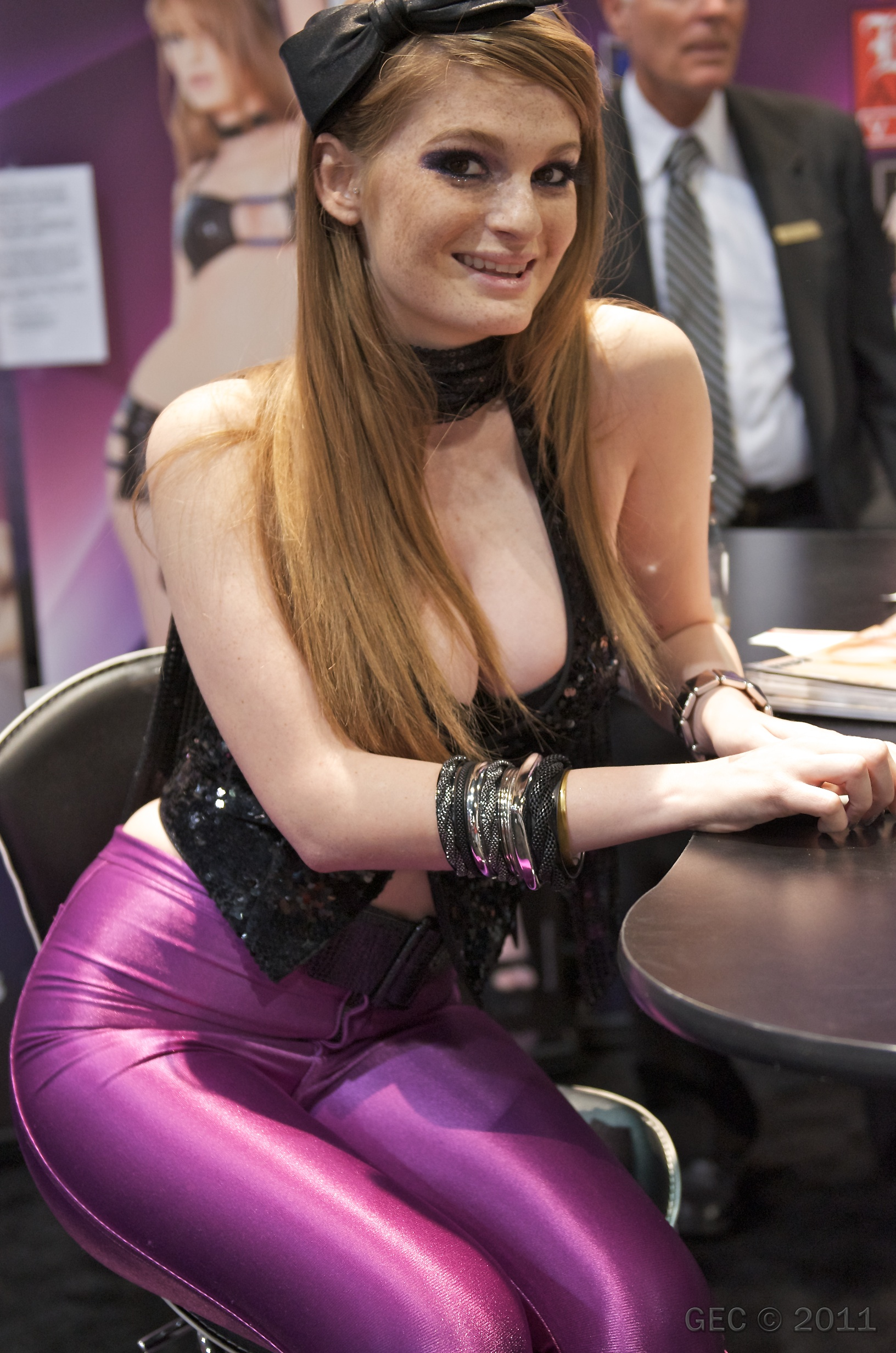
Faye Reagan (2011)

- 2009: AVN Award – Best New Starlet (nominiert)
- 2009: AVN Award – Best Solo Sex Scene – Paid Companions (nominiert)
- 2009: AVN Award – Best Oral Sex Scene – The Gauntlet 3 (nominiert)
- 2009: AVN Award – Best Group Sex Scene – The Gauntlet 3 (nominiert)
- 2009: XRCO Award – New Starlet (nominiert)
- 2009: XRCO Award – Cream Dream (nominiert)
- 2010: AVN Award – Best All-Girl Three-Way Sex Scene – All About Ashlynn 2: Girls Only (nominiert)
- 2010: AVN Award – Best Tease Performance – Young & Glamorous (nominiert)
- 2011: AVN Award – Best All-Girl Group Sex Scene – The Condemned (nominiert)
- 2011: AVN Award – Best All-Girl Three-Way Sex Scene – Pin-Up Girls 5 (nominiert)
- 2011: AVN Award – Best Couples Sex Scene – Pornstars Punishment (nominiert)
- 2011: AVN Award – Best POV Sex Scene – Fucked on Sight 7 (nominiert)
- 2011: AVN Award – Best Solo Sex Scene – Breast Meat 3 (nominiert)
- 2011: AVN Award – Best Three-Way Sex Scene (G/G/B) – WKRP in Cincinnati: A XXX Parody (nominiert)
- 2011: AVN Award – Female Performer of the Year (nominiert)
- 2012: AVN Award – Best All-Girl Group Scene, Legs Up Hose Down (nominiert)
- 2012: AVN Award – Best POV Sex Scene, Double Vision 3 (nominiert)